# Linsingenstraße

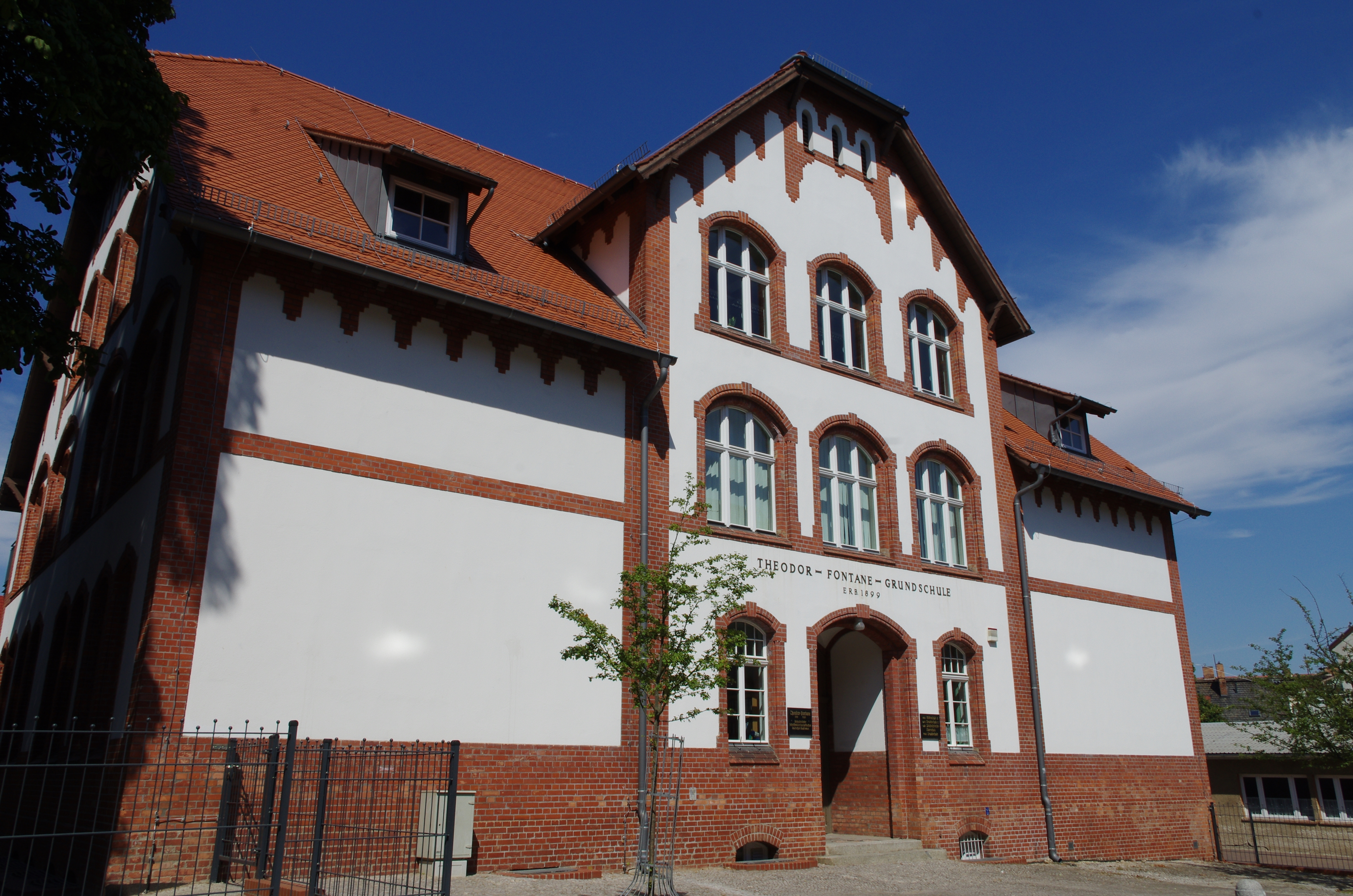
Volksschule II

Die Linsingenstraße ist eine Straße in Bad Freienwalde (Oder) im Landkreis Märkisch-Oderland in Brandenburg.

## Lage und Geschichte
Die Linsingenstraße beginnt an der Wriezener Straße und läuft in südwestlicher Richtung bis zur Melcherstraße. Gekreuzt wird die Straße von der Victor-Blüthgen-Straße und kurz vor dem Ende geht die Karl-Weise-Straße links ab. Die Länge der Straße beträgt etwa 300 Meter. Die Nummerierung beginnt an der Wriezener Straße auf der linken Seite und läuft im Uhrzeigersinn zur Wriezener Straße zurück.
Benannt ist die Straße nach dem Bürgermeister Julius Linsingen, er hatte das Amt des Bürgermeisters von 1866 bis 1883 inne. Angelegt wurde die Straße um 1900, als die Stadt in Richtung Südosten erweitert wurde.

## Baudenkmale
In der Linsingenstraße ist ein Haus denkmalgeschützt.
- Linsingenstraße 15: Die Volksschule II oder Grundschule "Theodor Fontane" wurde 1898 wohl als erste Gebäude an der Linsingenstraße erbaut. Die Einwohnerzahlen  der Stadt stiegen damals stark. Die Einweihung der Schule erfolgte am 12. April 1899. Sie ist ein zweigeschossiger Bau mit einem Krüppelwalmdach. An der Vorder- und Rückseite befindet sich ein Mittelrisalit. An den Giebelseiten befinden sich Sprossenfenster der Klassenzimmer. Die Fassade ist mit roten Ziegeln gegliedert. Die Schule steht frei, sie ist von einem Schulhof umgeben.

## Andere Bauten
Neben der denkmalgeschützten Schule gibt es in der Linsingenstraße noch zwei weitere Häuser die von der Bauart her von Interesse sind. Die Häuser sind für eine Eintragung in die Denkmalliste vorgesehen.
- Linsingenstraße 3: Das Wohnhaus an der Ecke Victor-Blüthgen-Straße wurde 1910 erbaut. Es ist ein dreigeschossiges Haus mit einem Walmdach. Die Fassade zeigt Stile des Historismus und des Jugendstils.

- Linsingenstraße 13: Das Haus wurde 1903 erbaut und gehört somit zur Erstbebauung der Straße. Es liegt erhöht im südlichen Teil der Linsingenstraße. Es ist ein dreigeschossiges Haus mit einem Satteldach. In der Mitte des Hauses befinden sich Balkone und ein Zwerchhaus. Auf dem Dach befinden sich Dreiecksgiebel.